# Autilla del Pino (kommunhuvudort)
Autilla del Pino är en kommunhuvudort i Spanien.   Den ligger i provinsen Provincia de Palencia och regionen Kastilien och Leon, i den centrala delen av landet, 190 km norr om huvudstaden Madrid. Autilla del Pino ligger 869 meter över havet och antalet invånare är 240.
Terrängen runt Autilla del Pino är huvudsakligen platt, men österut är den kuperad. Autilla del Pino ligger uppe på en höjd. Runt Autilla del Pino är det tätbefolkat, med 493 invånare per kvadratkilometer. Närmaste större samhälle är Palencia, 9,3 km öster om Autilla del Pino. Trakten runt Autilla del Pino består till största delen av jordbruksmark.